# Musée des Oudayas
Le musée des Oudayas (en arabe : متحف الوداية) est un musée marocain situé dans la Kasbah des Oudayas, inscrite, avec la médina de Rabat, sur la liste du patrimoine mondial de l’Unesco. Inauguré en 1915 sous le protectorat français au Maroc, c'est un musée ethnographique et le musée national des bijoux.

## Historique
En 1915, sous l'initiative de Prosper Ricard, alors directeur du Service des Arts indigènes, le bâtiment est transformé en musée. Au fil des années, il prendra plusieurs noms, tels que « musée des Métiers et Arts », « musée d’Art musulman » et « musée Prosper Ricard ». Dès ses débuts, ce musée se distingue par sa vocation ethnographique, accueillant une riche collection d'objets et d'artefacts datant des XVIIIe, XIXe et début XXe siècle. Ces collections illustrent la diversité et la richesse du patrimoine matériel et immatériel du pays.
En 2006, le musée des Oudayas est rebaptisé « musée national des Bijoux ». Il accueille désormais une exposition consacrée à l’orfèvrerie marocaine, présentant des pièces allant de la préhistoire jusqu'à l'époque contemporaine.

Architecture
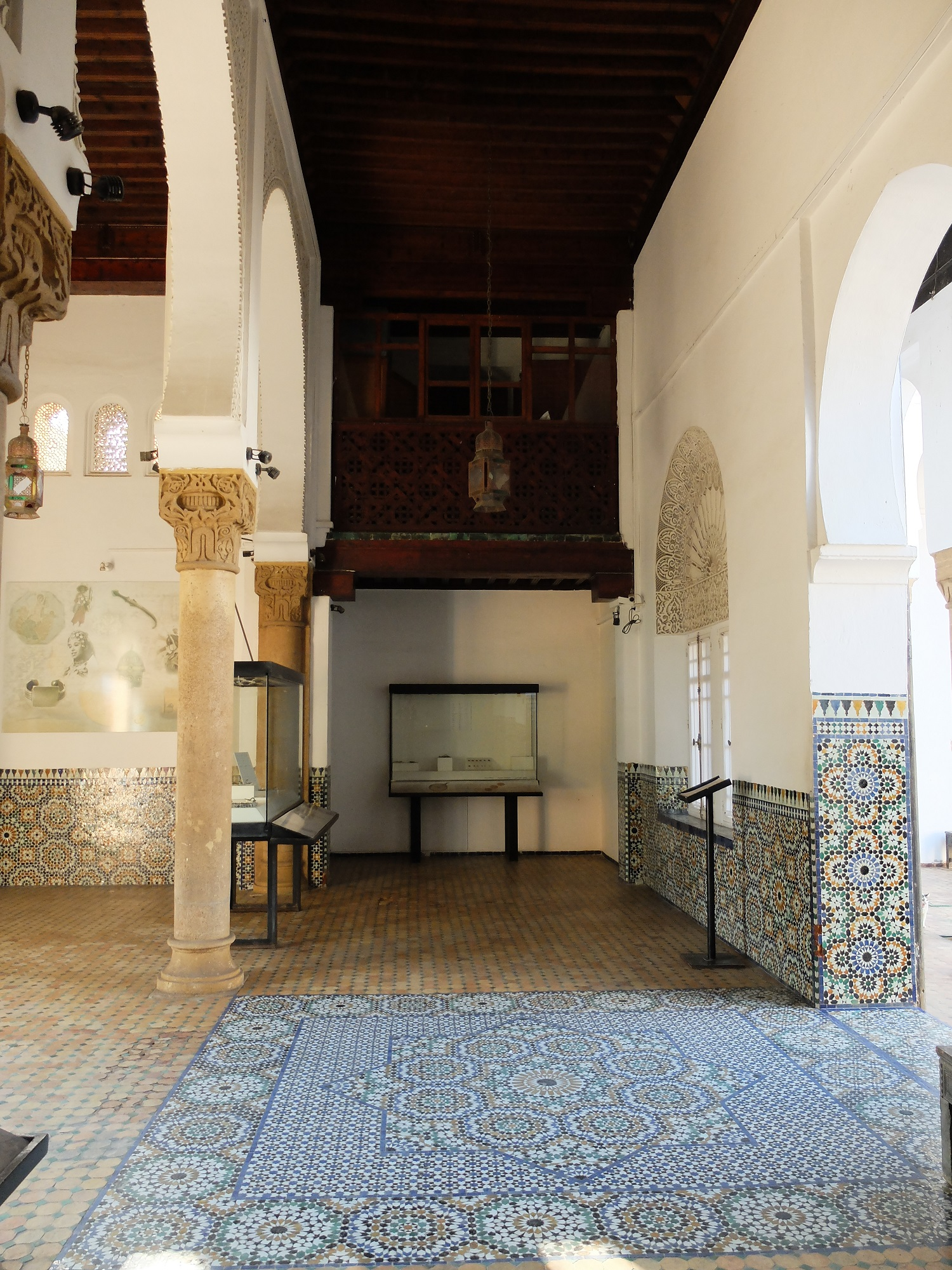
Le musée présente une architecture marocaine ornée de zelliges, reflétant le style traditionnel des riads[8].
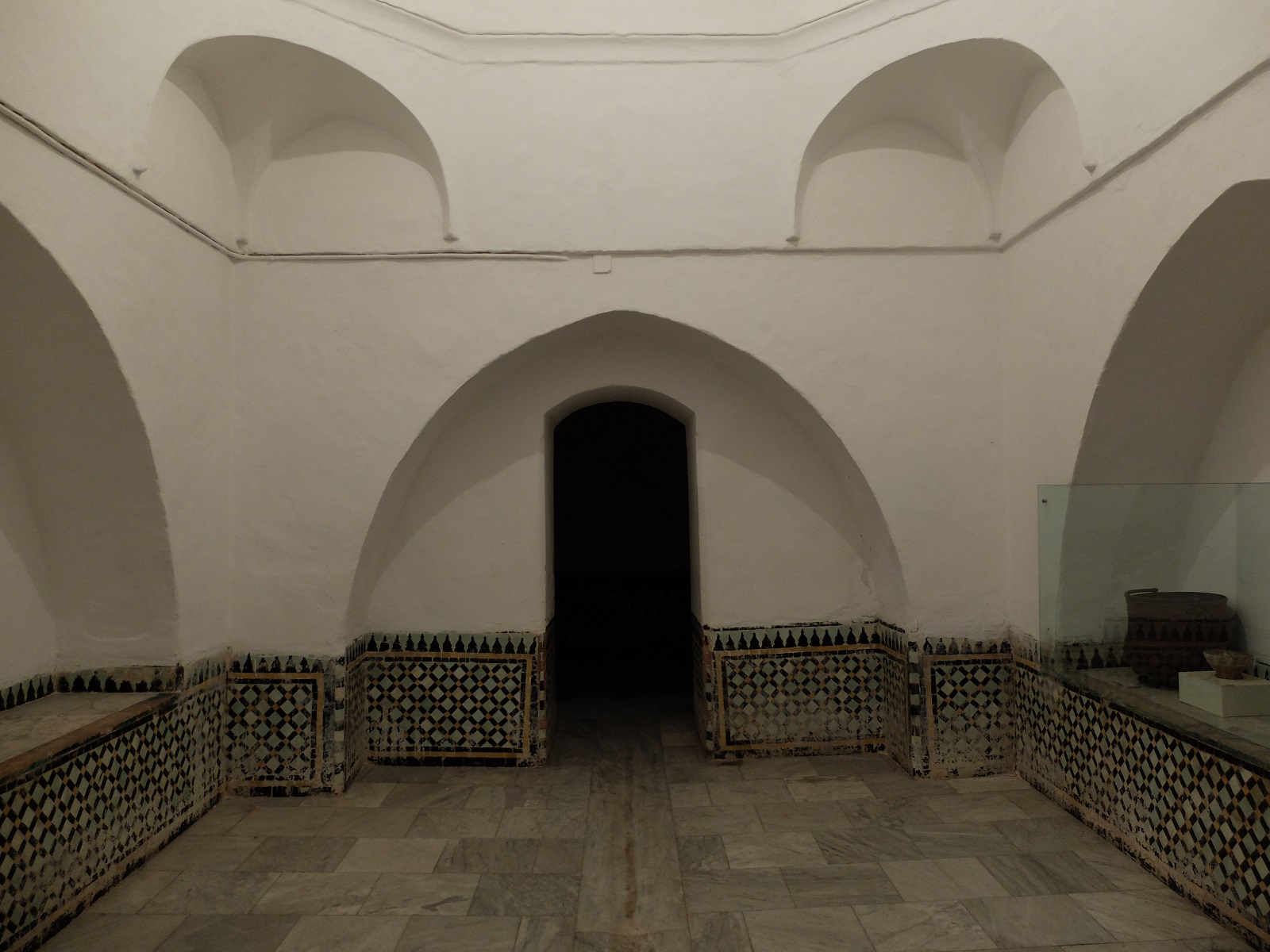
Ancien hamam orné de zelliges marocains, situé dans le musée.

## Mission
Le musée des Oudayas, situé à Rabat, a pour mission de préserver et valoriser le patrimoine culturel et historique du Maroc. Parmi ses principales responsabilités, on trouve les études préalables pour la conservation des collections et des structures architecturales, l'économie de la construction pour optimiser les coûts liés aux projets de restauration et d'extension, ainsi que le suivi des travaux tout corps d'état (TCE) pour assurer la qualité et le respect des normes dans l'ensemble des interventions techniques. Ces missions sont essentielles pour garantir la pérennité du musée et la transmission du patrimoine aux générations futures.

## Collection
Le musée représente une large collection de :

### Bijoux anciens amazighs
Les bijoux amazighs, ainsi des différents types de bijoux locaux concernant les grands évènements du mariage marocain (chedda Tanjaouia, chedda oujdia et chedda tétouania) comme souvent fabriqués en argent, sont réputés pour leur beauté et leur complexité. Ils sont ornés de motifs géométriques et de symboles représentant divers aspects de la culture amazighe, tels que la fertilité, la protection et l'identité tribale. Chaque pièce, qu'il s'agisse de colliers, bracelets, boucles d'oreilles ou fibules, raconte une histoire et possède une signification particulière comme le khait rih ldjbinne tazerzit.

Des collections de bijoux exposées au musée
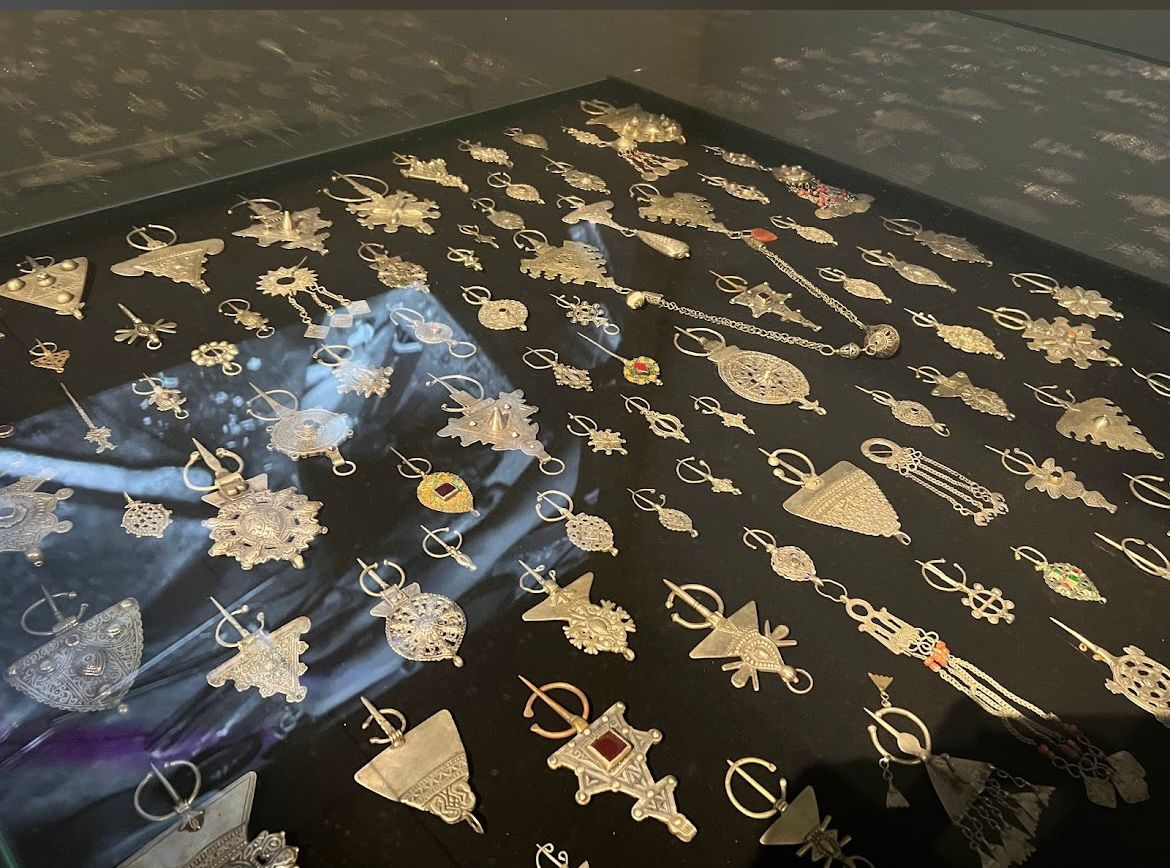
Collection de fibules berbères surnommées « tazerzit ».
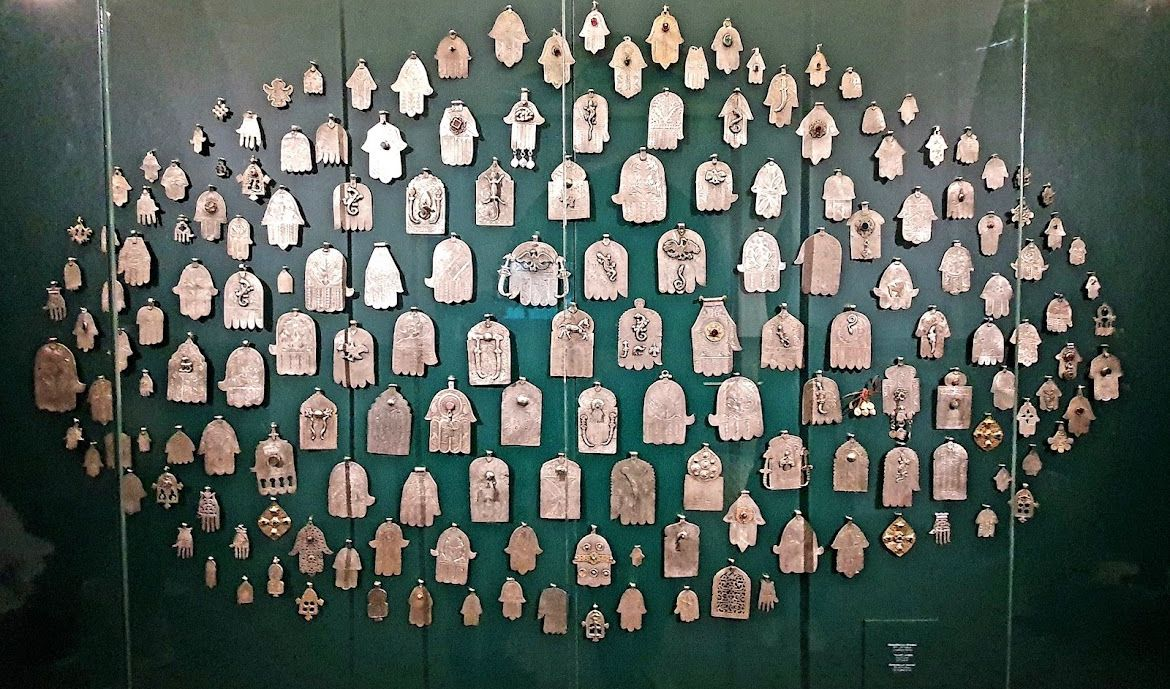
Une collection d'accessoires marocains connus sous le nom de « khmissa ».
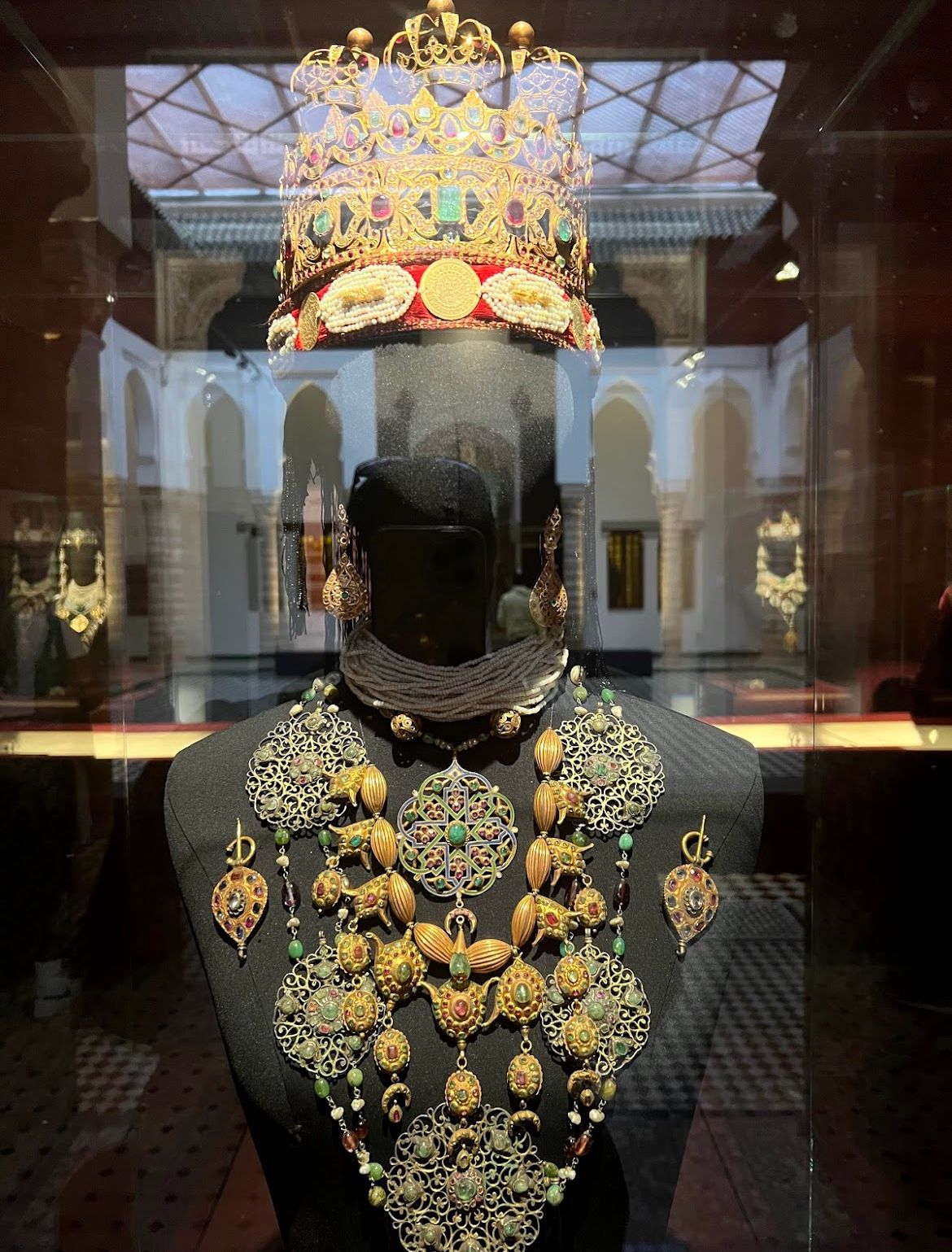
Les bijoux marocains.
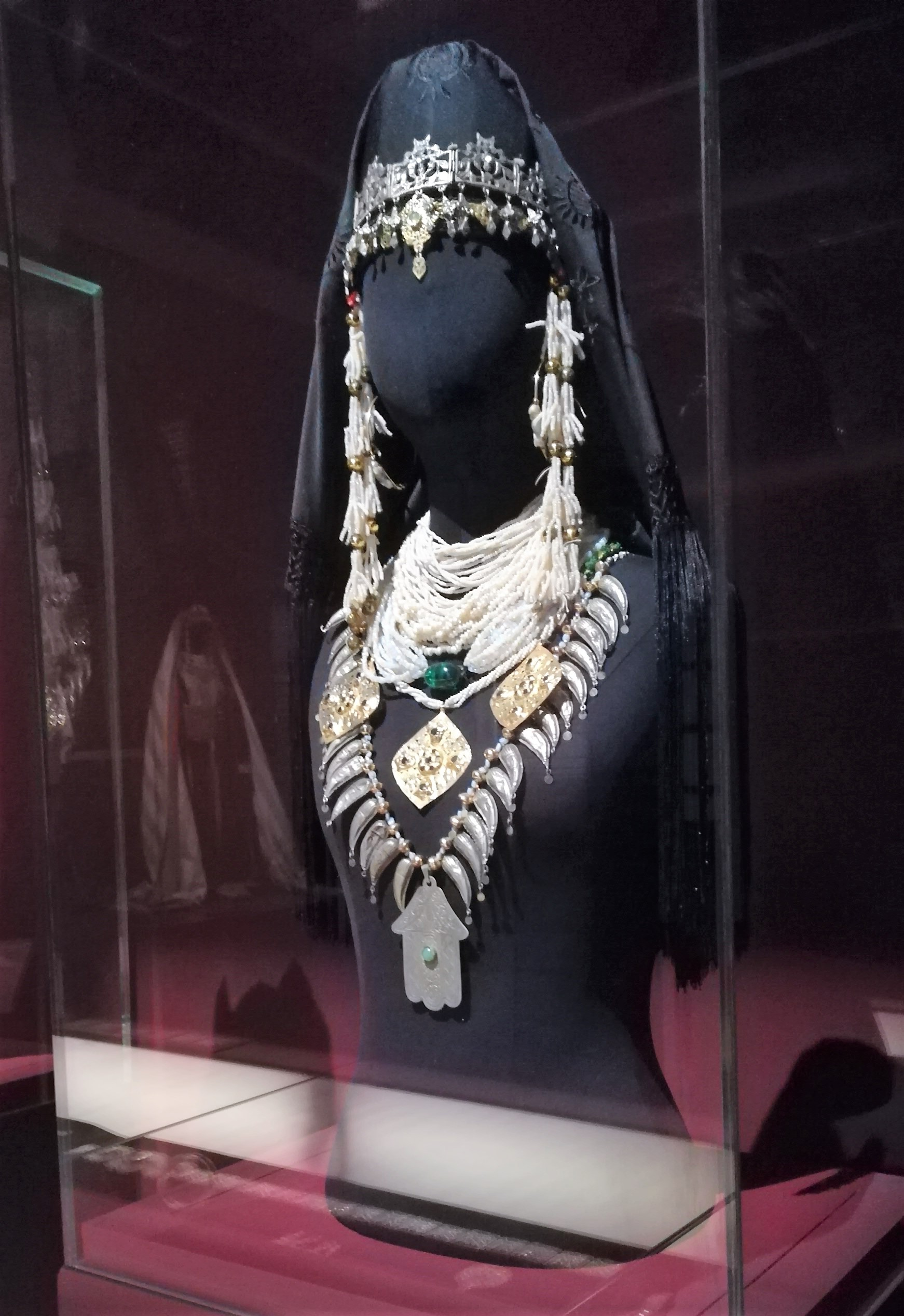
Chedda tanjaoua.

### Caftans régionaux du Maroc
Le caftan est un vêtement traditionnel marocain qui varie considérablement d'une région à l'autre. Chaque province apporte sa propre touche en termes de motifs, de tissus et de techniques de couture. Le musée représente également des caftans régionaux des XVe, XVIe et XVIIe siècles, comme des caftans de Fès, Tétouan, Marrakech, Oujda, Rabat et Salé, ainsi la keswa lkbira connu pour ses broderies raffinées, tandis que le caftan berbère de la région des Zayanes, plus coloré et orné de passementeries très célèbre dans la région de l'Atlas marocain. Le caftan est souvent porté lors de grandes occasions comme les mariages et les fêtes religieuses,

Costumes exposés au musée
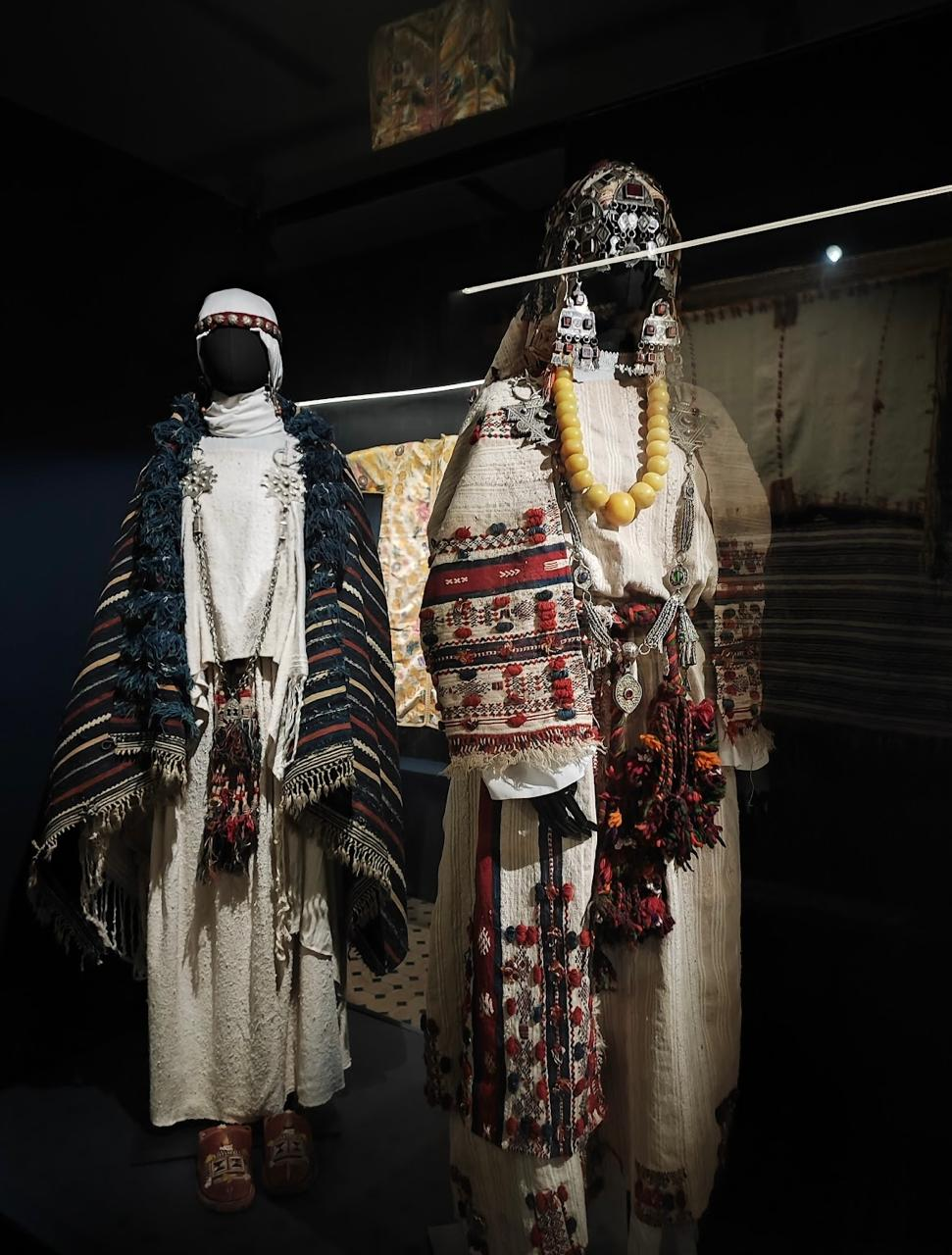
Caftan berbère de la région des Zayanes (Haut Atlas marocain).
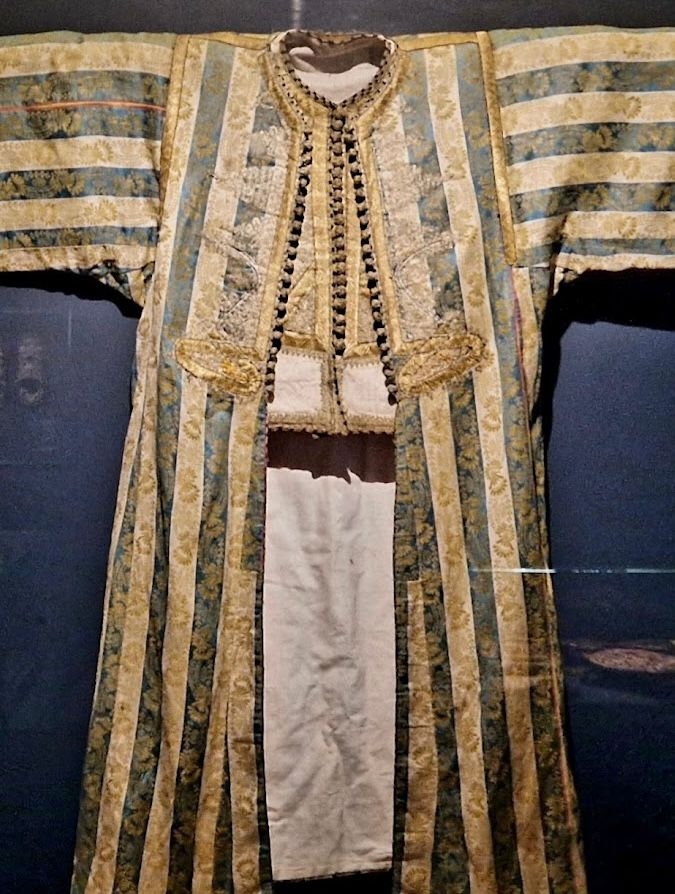
Caftan Khenjar de Tétouan.
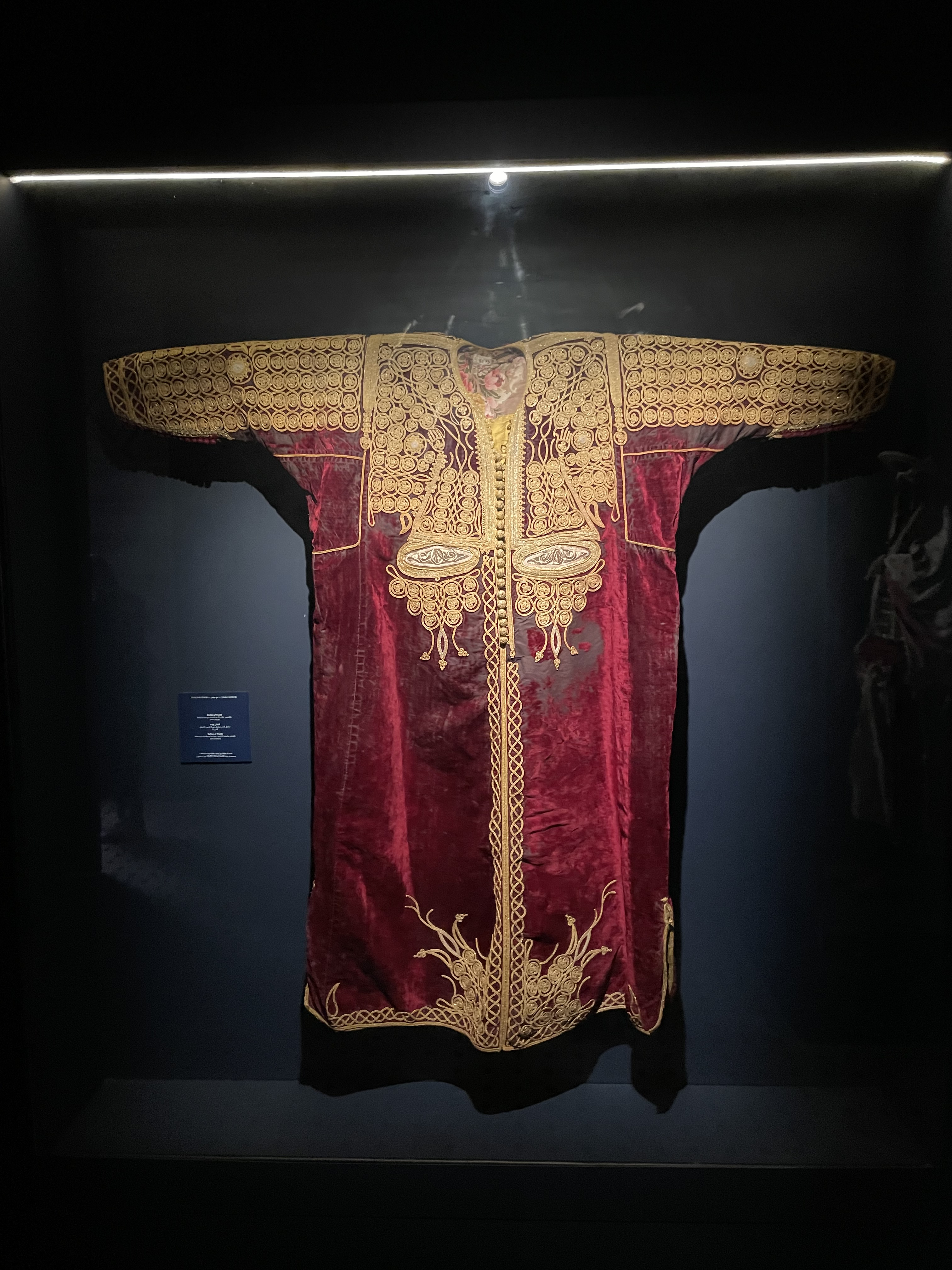
Caftan d'Oujda du grand Est marocain.

### Accessoires de la tbourida
Le musée repressente l'art de la tbourida. Il s'agit d'une tradition équestre spectaculaire où des cavaliers exécutent des charges synchronisées en tirant des coups de fusil en l'air. Les cavaliers, appelés "sorbas", portent des costumes traditionnels et utilisent des accessoires spécifiques comme des selles richement décorées, des fusils anciens et des vêtements en soie. Ces accessoires sont non seulement fonctionnels mais aussi symboliques, représentant l'honneur et la bravoure.

Échantillon de la collection ethnographique du musée
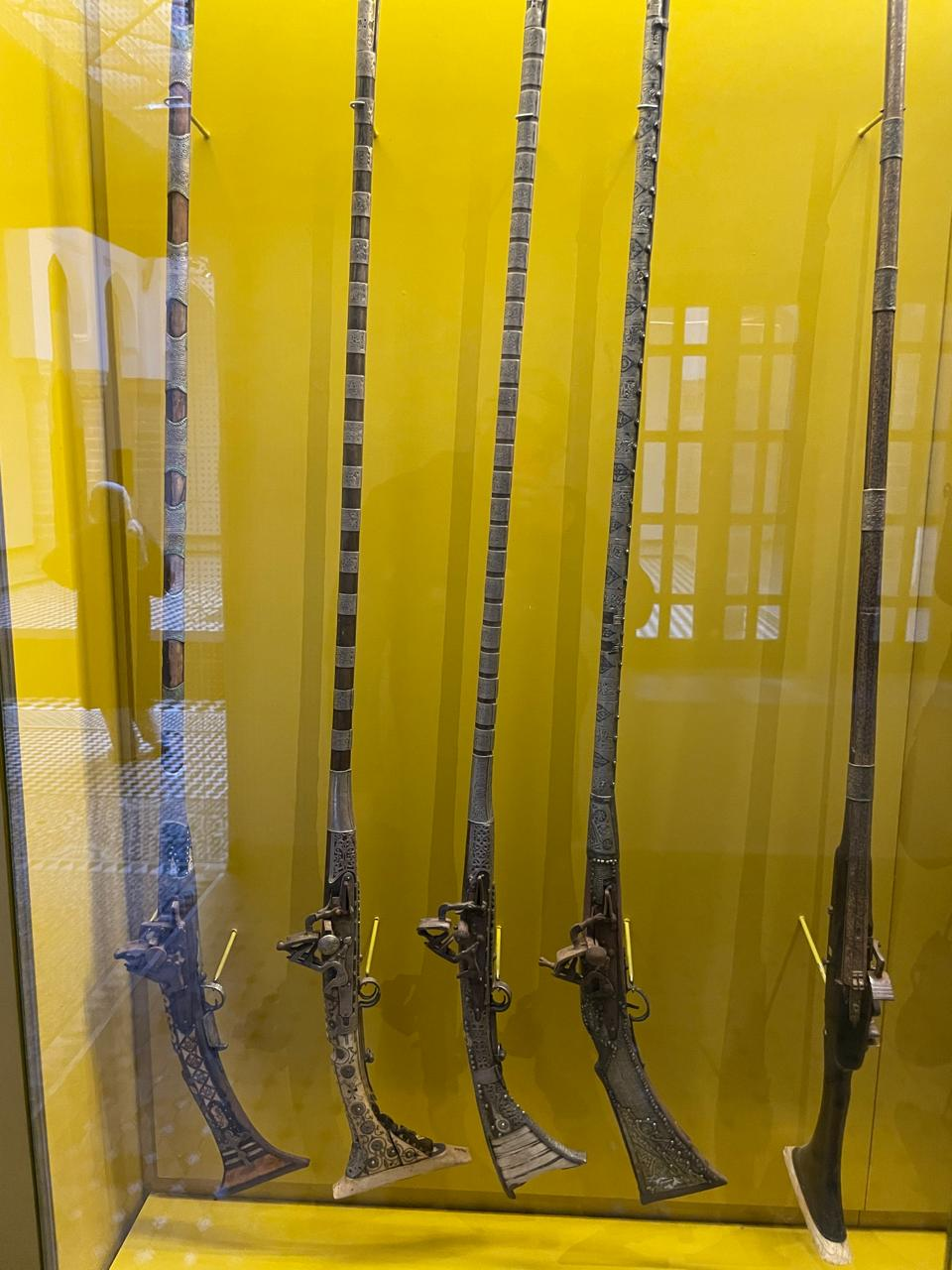
Une collection de  Moukhala.
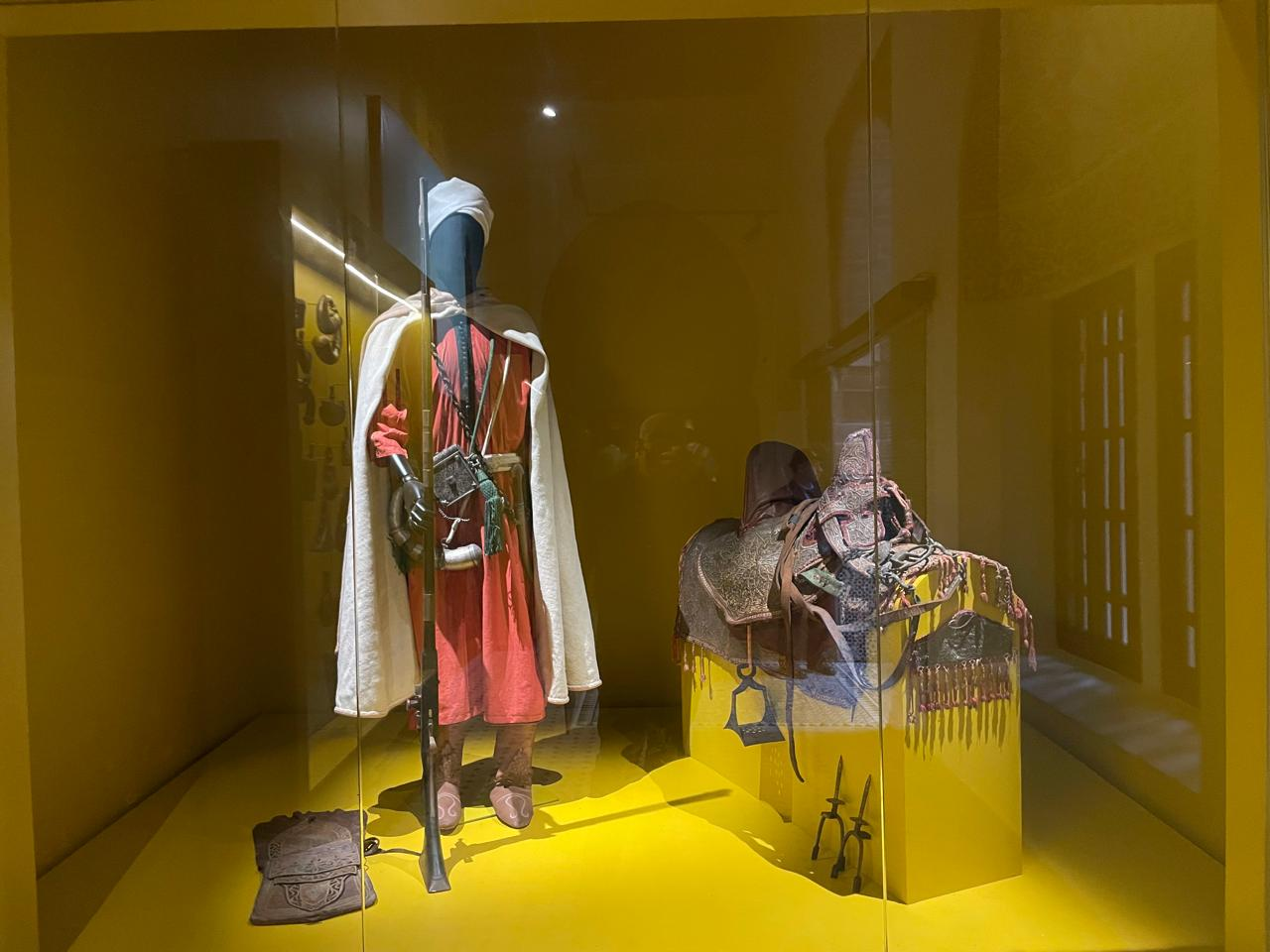
Exposition présentant des éléments concernant la tbourida.